# Allhelgonastormfloden 1510
Allhelgonastormfloden 1510 (tyska: Allerheiligenflut 1510) var en omfattande stormflod som ägde rum på alla helgons dag (den 1 november) 1510 vid Nordsjökusten. Hela kusten mellan Flandern och nordfrisiska Eiderstedt drabbades. Då ett flertal stormfloder hade drabbat området redan i september 1509 (Zweite Cosmas- und Damian-Flut) och i september 1510 (St.-Magnus-Flut) var skyddsvallarna mot havet redan skadade och endast provisoriskt reparerade. Den svåra allhelgonastormfloden ledde till att många skyddsvallar spolades bort och att stora kustområden i Belgien, Nederländerna och Tyskland blev översvämmade.
Några månader senar, i januari 1511, kom en ny kraftig stormflod (Antoniflut eller Eisflut) över Ostfriesland och Butjadingen i nordvästra Tyskland, vilken ledde till stor förödelse i de redan hårt drabbade områdena. Stormfloden ledde till att stora landområden mellan floderna Jade och Weser spolades ut i havet och att havsvikarna Dollart och Jadebusen utvidgades.